# En idealisk misstänkt
En idealisk misstänkt, (engelska Murder on a Sunday Morning, franska Un coupable idéal), är en dokumentärfilm av den franske filmskaparen Jean-Xavier de Lestrade. Filmen handlar om Brenton Butler-fallet, ett brottmål i vilket en femtonårig pojke blir felaktigt anklagad för mord. Filmen vann en oscar för bästa dokumentär 2001.
Brenton Butler arresterades och åtalades för mordet på en turist i Jacksonville, Florida, år 2000. Åklagarsidans bevisning förlitade sig starkt på vittnesidentifiering av offrets make, och på Brentons erkännande, vilket han själv och försvaret hävdar var framtvingat. Dokumentären följer hur Brentons advokater bygger upp sitt försvar för att bevisa hans oskuld.
Dokumentären visades augusti 2012 på Sveriges Television.